# NGC 4340
NGC 4340, ist eine Linsenförmige Galaxie vom Hubble-Typ SB0/a im Sternbild Haar der Berenike am Nordsternhimmel. Sie ist schätzungsweise 40 Millionen Lichtjahre von der Milchstraße entfernt und hat einen Durchmesser von etwa 45.000 Lichtjahren.
Gemeinsam mit NGC 4350 bildet sie das gravitativ gebundene Galaxienpaar Holm 391.
Unter der Katalognummer VCC 654 als Mitglied des Virgo-Galaxienhaufens katalogisiert.

Im selben Himmelsareal befinden sich u. a. die Galaxien NGC 4383, IC 787, IC 3298, IC 3340.
Die Supernova SN 1977A, die eine visuelle Helligkeit von 16,2 mag erreichte, wurde hier beobachtet.
Das Objekt wurde am 21. März 1784 von dem Astronomen William Herschel mit Hilfe seines 18,7-Zoll-Spiegelteleskops entdeckt.